# Orectognathus coccinatus
Orectognathus coccinatus är en myrart som beskrevs av Taylor 1980. Orectognathus coccinatus ingår i släktet Orectognathus och familjen myror. Inga underarter finns listade i Catalogue of Life.